# 克氏水狼蛛
克氏水狼蛛（学名：Pirata clercki）为狼蛛科水狼蛛属的动物。分布于日本、朝鲜、台湾以及中国大陆的四川、浙江等地，主要生活于溪边、湖边杂草以及稻田。该物种的模式標本的採集地位於日本。
雌蛛體長4-8mm，雄4.3-6mm，體色黑褐色，頭胸背板側緣有白色的邊紋，腹背中央及側緣有白色斑點排列呈縱向，各步足黃褐色，腿節有數枚白色斑。本種分布於低海拔山區，發現於菜園，喜歡潮濕的環境，地棲。
2009年在台灣西南平地，嘉義縣太保市、朴子市及鹿草鄉等沿海地區部分稻田及周邊雜草地，出現大量蜘蛛絲遍佈現象，便是此蜘蛛。2013年9月初，颱風後天氣變暖，嘉義稻田出現蜘蛛大量結網，經過農委會防檢局採集樣本鑑定後，確認是「克氏水狼蛛」。

### 腳注
1. 1 2 3  中国科学院动物研究所. . 《中国动物物种编目数据库》. 中国科学院微生物研究所.   [2009-04-28]. （原始内容存档于2016-03-05）.
2. ↑  克氏水狼蛛 Pirata clercki （页面存档备份，存于），台灣昆蟲圖鑑
3. ↑  朱耀沂 2003，第23頁.
4. ↑  稻田結網真相「克氏水狼蛛」無害 　蜘蛛結網如棉絮 覆蓋稻田心驚驚 （页面存档备份，存于），蔡崇梧，台視新聞，2013年9月5日